# أعمدة لينا (منتزه طبيعي)
أعمدة لينا (باللغة الروسية |Ле́нские столбы́) هي تشكيلات صخرية طبيعية على طول ضفاف نهر لينا في أقصى شرق سيبريا ضمن حدود جمهورية بورياتيا ذات الحكم الذاتي. يبلغ ارتفاع الأعمدة 150م بعض هذه الأعمدة تشكل خلال عصر كمبري. وقد صنفت أعمدة لينا كموقع تراث عالمي من قبل اليونسكو عام 2012.

## التركيب الجيولوجي
تتألف أعمدة لينا من طبقات متعددة من الجير , المرل (وهو طين غني ب كربونات الكالسيوم أو الجير) , دولوميت , الاردواز , قائمة من أوائل إلى منتصف عصر كمبري والتي عانت من الظروف المناخية القاسية في هذه المنطقة وأنتجت هذه النتوءات الوعرة.
تشكلت أعمدة لينا في قاع البحر، وأثار العوامل البحرية من حث وتعرية وانحسار البحر واضحة من خلال اختلاف الطبقات الأفقية والتنوع العمودي لأعمدة لينا.

## اقرأ ايضاً
- تراث عالمي في روسيا